# Isabel Martín Gómez
Isabel Martín Gómez (5 de desembre de 1973) és una política valenciana, alcaldessa de Paiporta (Horta Sud) per Compromís des de 2015 fins 2021. Va convertir-se en la primera dona alcaldessa de Paiporta després de les eleccions municipals de 2015.

## Biografia
Isabel Martín es Llicenciada en Ciències Matemàtiques per la Universitat de València. Al 2006 va iniciar-se com a docent a l'Escola Gavina de Picanya, encara que entre 2001 i 2006 ja havia treballat com a programadora informàtica i tècnica administrativa, a més d'impulsar l'empresa familiar Vailet Climatización.

## Trajectòria política
Martín va iniciar la seua trajectòria política amb la seua adhesió al grup Esquerra Unida de Paiporta al 1991, del qual va formar part fins al 2007. Al juny de 2007 va passar a ser regidora i portaveu del Grup Municipal Compromís, del qual seria portaveu fins al 2015.
A les eleccions europees de 2014 va formar part de la candidatura Primavera Europea – Compromís al Parlament Europeu, ocupant el lloc 20é de la llista. Finalment va resultar escollit eurodiputat Jordi Sebastià.
Fou membre del Consell Nacional de Compromís i membre de l'Executiva de Compromís a l'Horta Sud. A més, també va ser portaveu de Compromís a la Mancomunitat de l'Horta Sud i membre del Consell de la Federació Valenciana de Municipis i Províncies.
A les eleccions municipals de 2015, Martín va ser elegida alcaldessa per Compromís a Paiporta, després d'un pacte de govern amb el PSPV-PSOE i PodEU (Podem i EUPV). Durant el seu primer mandat, va acabar amb el deute històric que l'equip anterior de govern del Partit Popular havia deixat, el qual superava els 3,5 milions d'euros al 2015. A les eleccions municipals de 2019 va ser re-escollida com a alcaldessa de Paiporta, després d'un pacte de govern amb el PSPV-PSOE a qui va cedir l'alcaldia el juny de 2021.
Mesos després de deixar l'alcaldia Martín va dimitir també com a regidora de l'Ajuntament de Paiporta després de protagonitzar diverses polèmiques en xarxes socials en que posava en dubte les polítiques públiques per fer front a la pandèmia de COVID-19 per part de les autoritats, tant del seu partit Compromís com d'altres formacions amb responsabilitats de govern.